# Fischbrötchen
Ein Fischbrötchen ist ein belegtes Brötchen mit Fisch oder Meeresfrüchten. Fischbrötchen werden an Imbissständen und in Schnellrestaurants verkauft; oft gehören sie auch zum Angebot von Fischgeschäften.

## Varianten

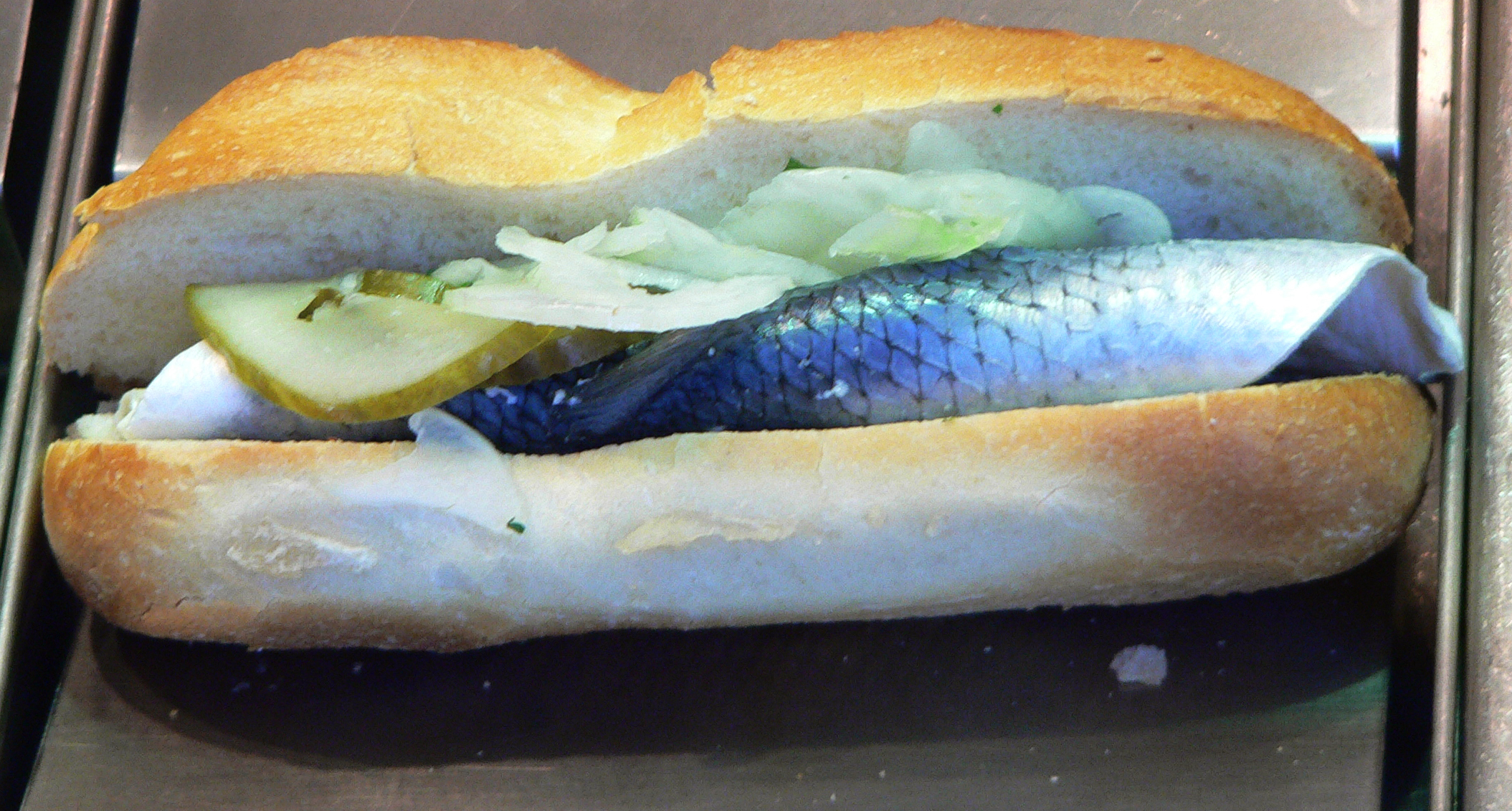
Fischbrötchen mit Bismarckhering (hier mit Zwiebeln und Saure-Gurken-Scheiben) gehören zu den beliebtesten Fischbrötchen.

Für den Belag eines Fischbrötchens werden Bismarckhering, Matjes, Brathering, Rollmops, Sprotten, Lachs bzw. Lachsschnitzel, Makrele und andere Fischsorten verwendet, auch Nordseekrabbenfleisch (von Nordseegarnelen), „Shrimps“, „Eismeershrimps“ beziehungsweise -garnelen oder „Grönlandkrabben“. Auch Fischfrikadellen oder Fischstäbchen werden verwendet; die Variante mit Fischfrikadelle wird auch als Fischburger bezeichnet, in Anlehnung an Hamburger auch Bremer.
Typische Zutaten sind auch Zwiebeln und saure Gurken sowie bei gebratenem oder frittiertem Fisch Remoulade. Weitere Zutaten wie Salatblätter können hinzukommen.

## Sonstiges
Die Hannover-Messe wurde zu ihren Anfangszeiten im Volksmund als „Fischbrötchen-Messe“ bezeichnet, da die dort auf Brötchen gereichten Fische für auswärtige Besucher ein besonders auffallendes Merkmal der Messe waren.
Seit 2011 wird an der Ostseeküste in Schleswig-Holstein und Mecklenburg-Vorpommern jeweils am ersten Samstag im Mai der „Weltfischbrötchentag“ begangen.

## Galerie

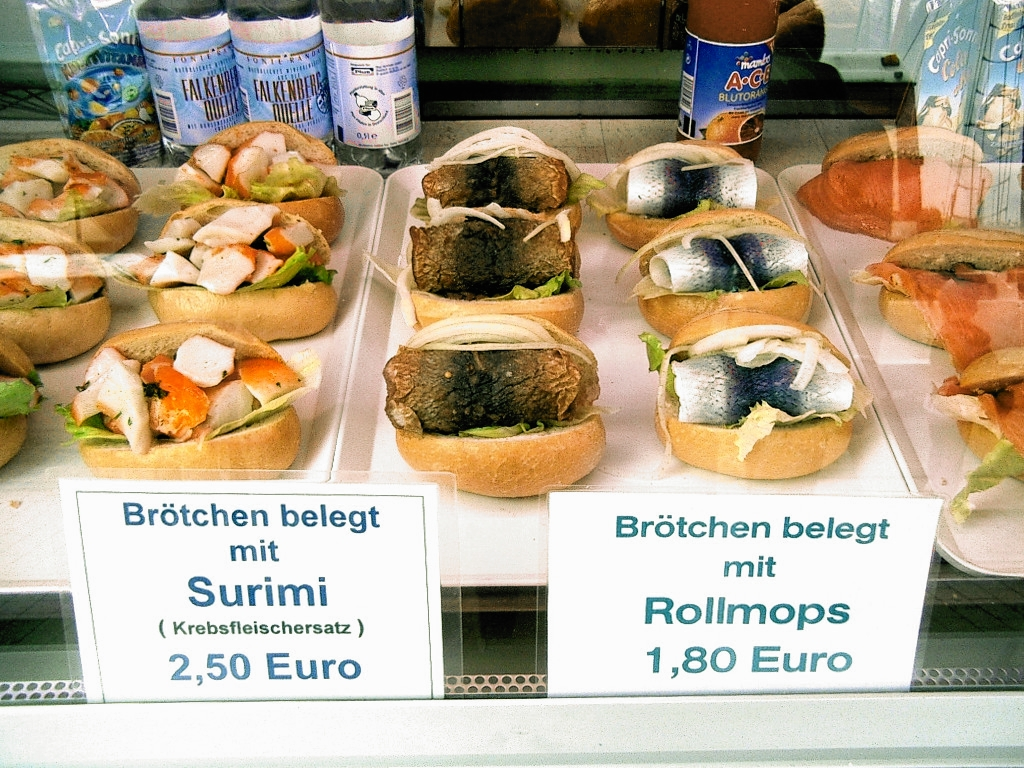
Auswahl verschiedener Fischbrötchen, unter anderem mit Rollmops
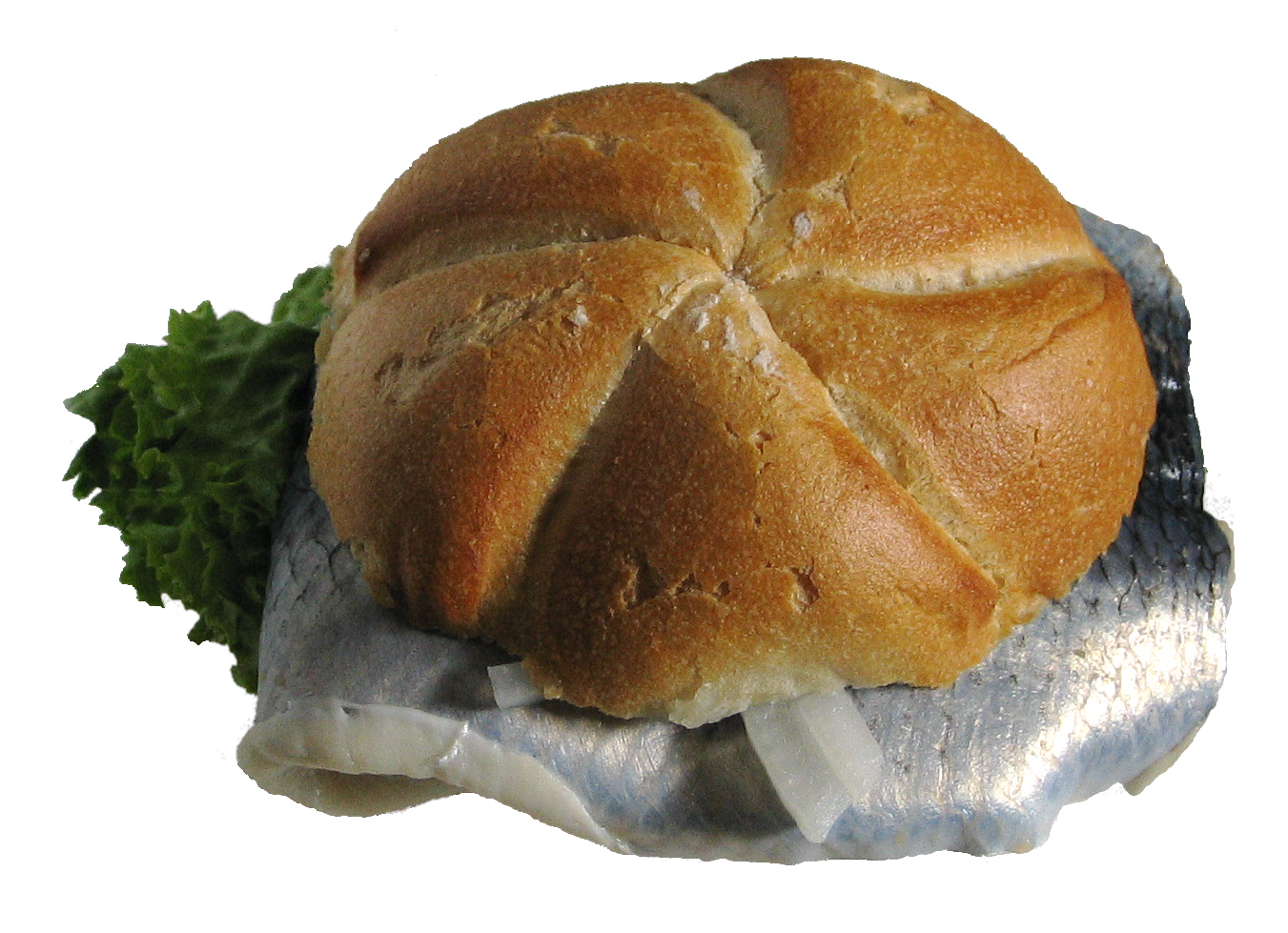
Kaisersemmel mit Bismarckhering, Zwiebeln und Salat
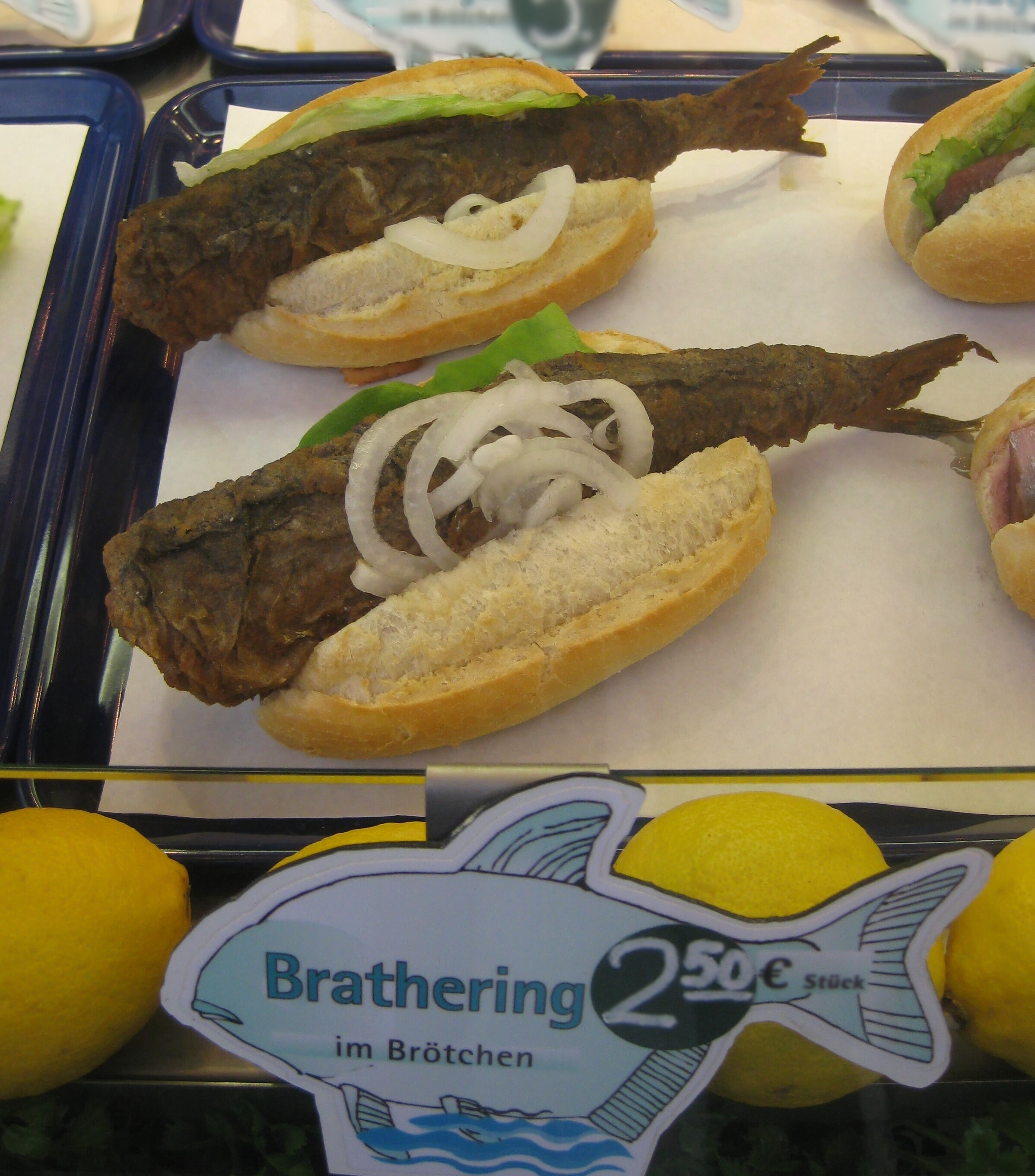
Fischbrötchen mit Brathering, Zwiebelringen und Salatblatt
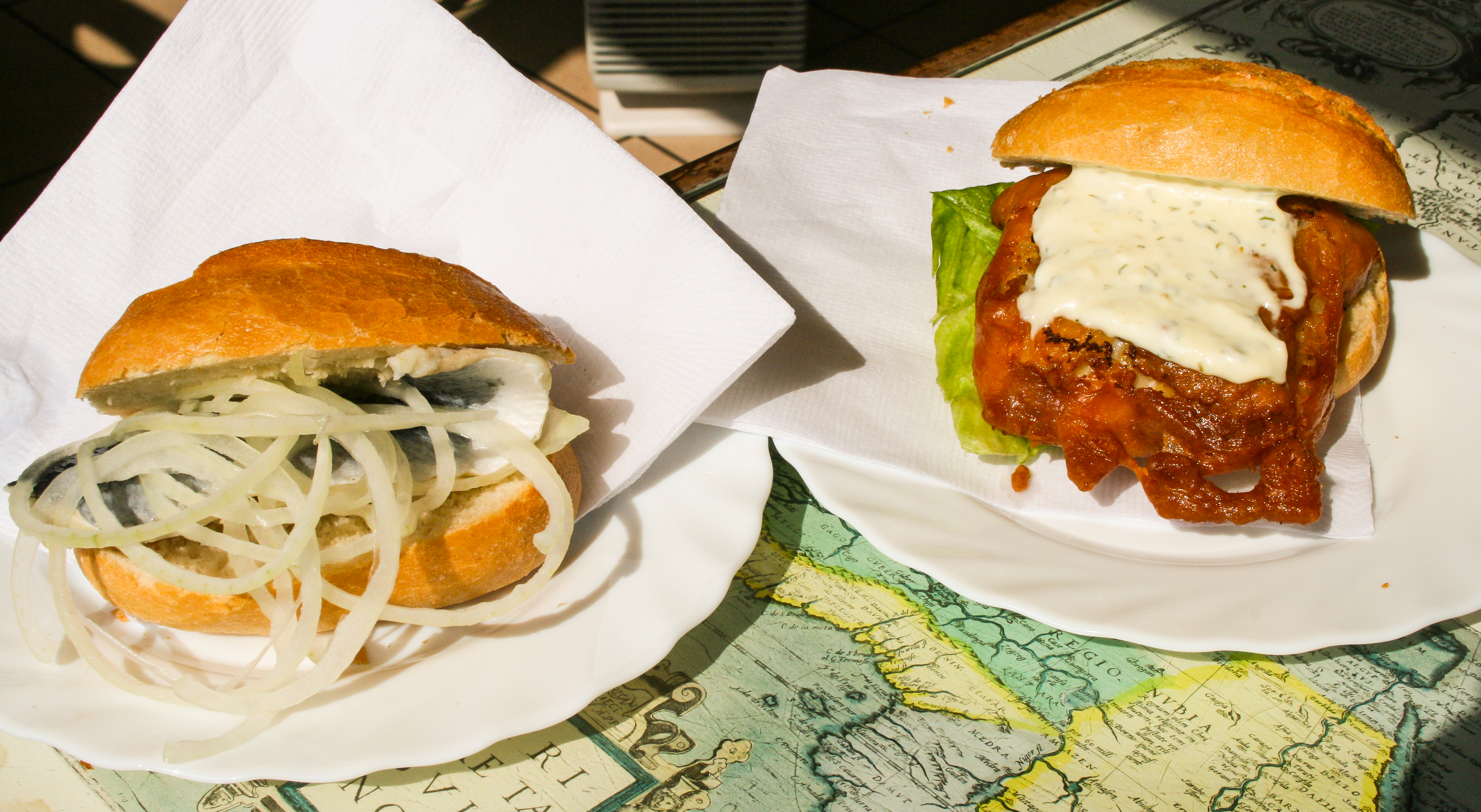
Fischbrötchen mit Backfisch, Remoulade sowie Bismarckhering
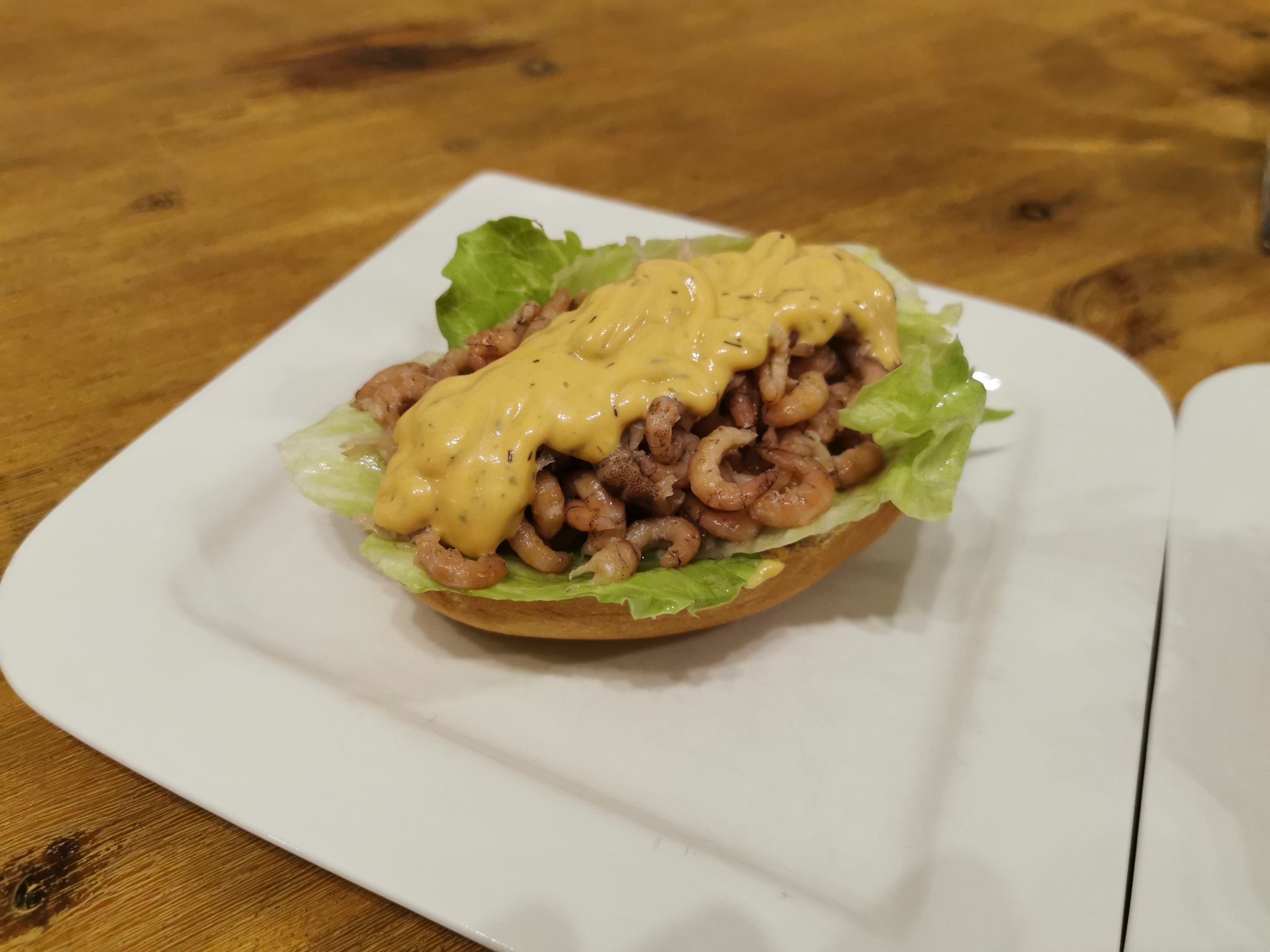
Fischbrötchen mit Nordseekrabben („Krabbenbrötchen“)
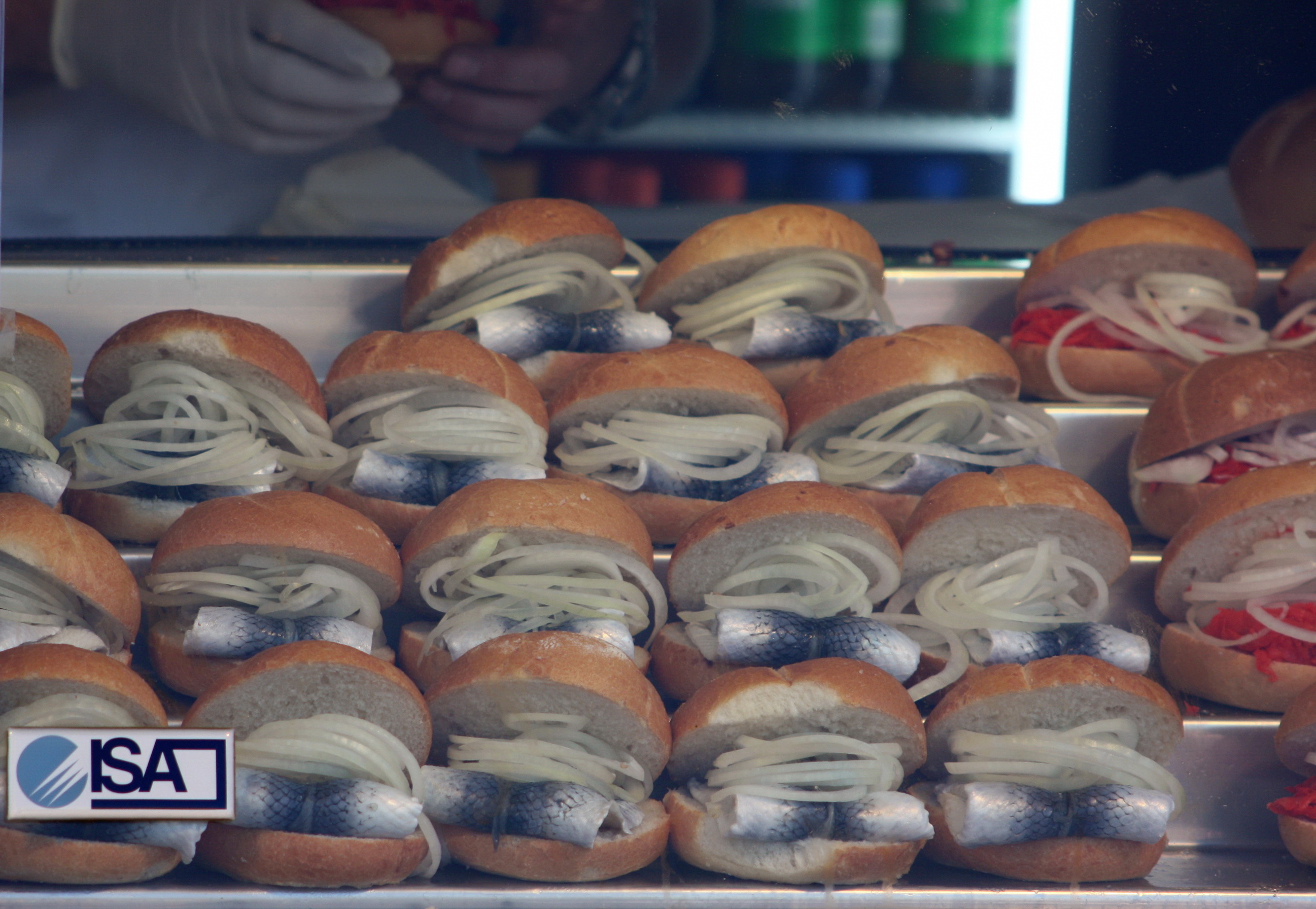
Fischsemmeln auf dem Oktoberfest
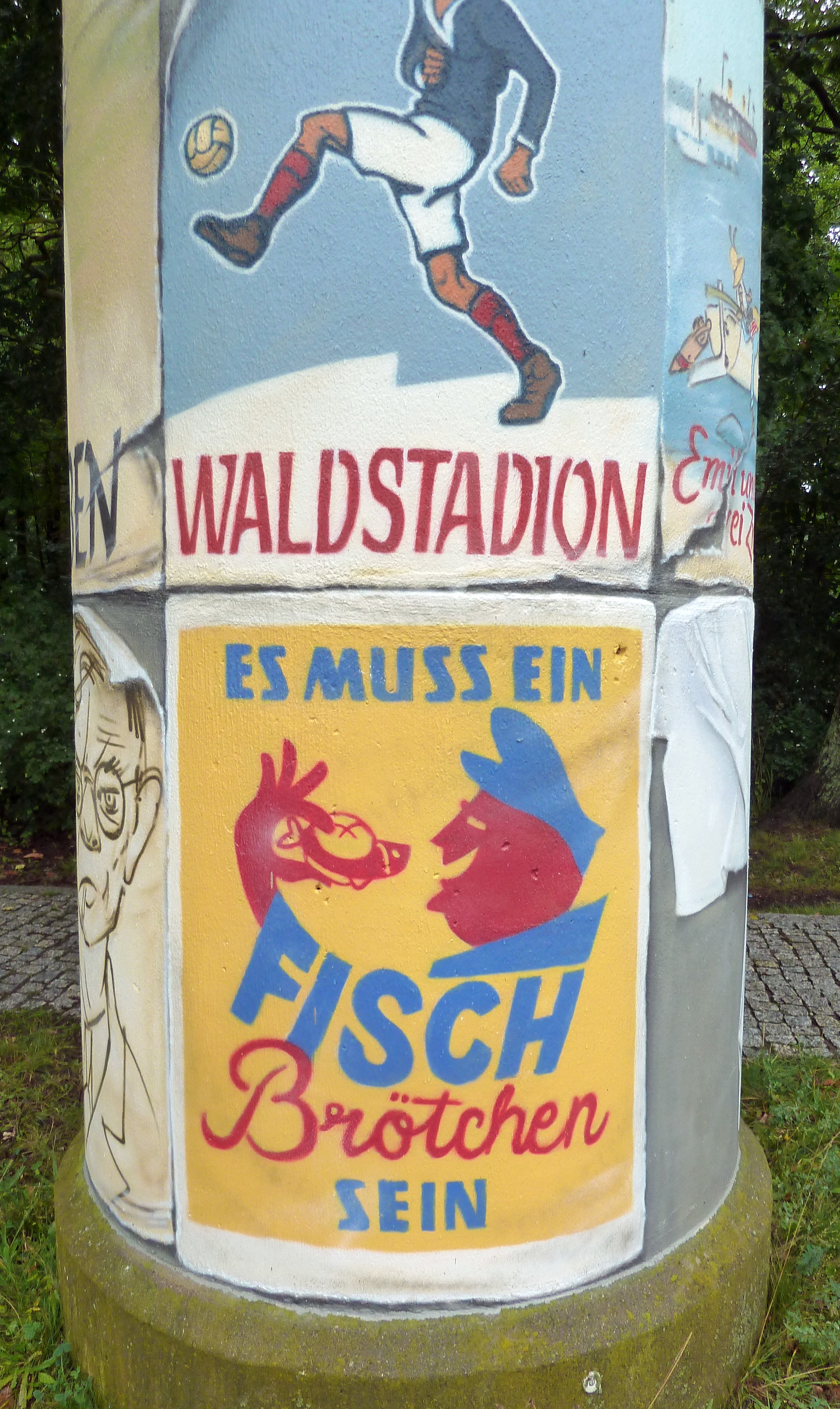
Historische Fischbrötchen-Werbung in Graal-Müritz